# Hans H. Hattemer
Hans Heinrich Hattemer (* 13. März 1935; † 16. August 2022) war ein deutscher Forstwissenschaftler und Genetiker. Der international renommierte Wissenschaftler war langjähriger Professor für Forstgenetik und Forstpflanzenzüchtung an der Georg-August-Universität Göttingen.

## Leben und Wirken
Hans H. Hattemer begann seine wissenschaftliche Laufbahn an der Bundesforschungsanstalt für Forst- und Holzwirtschaft in Reinbek bei Hamburg, der er auch später sehr verbunden blieb. 1963 promovierte er an der Universität Hamburg mit der Dissertationsschrift Die Reaktion und der osmotische Wert des Nadelzellsafts von Kiefern, Pinus silvestris L., verschiedener geographischer Herkunft im Zusammenhang mit deren Anfälligkeit gegen die Schütte Lophodermium pinastri, Schrad. Chev. zum Dr. rer. nat. Mit der Schrift Versuche zur geographischen Variation bei der japanischen Lärche habilitierte er sich 1968 an der Universität Göttingen und ging im gleichen Jahr als Forschungs- und Lehrbeauftragter an die Yale University in New Haven. Von dort wechselte er als Assistenz-Professor (Bitr. Prof.) an die Universität Stockholm und nahm 1975 den Ruf auf den Lehrstuhl für Forstgenetik und Forstpflanzenzüchtung der Fakultät für Forstwissenschaften der Universität Göttingen an. Diese ordentliche Professur war verbunden mit der Leitung der Abteilung Forstgenetik und Forstpflanzenzüchtung des Instituts für Forstgenetik, Forstliche Biometrie und Informatik der Fakultät. Wegen der wachsenden Bedeutung der beiden Institutsabteilungen wurden diese später in eigenständige Institute aufgeteilt, wobei Hattemer das Institut für Forstgenetik und Forstpflanzenzüchtung leitete.
Zu Hattemers wissenschaftlichen Arbeitsschwerpunkten zählte die genetische Untersuchung und Überwachung von forstlichem Vermehrungsgut sowie die Suche nach Möglichkeiten, dessen Herkunft mit genetischen Untersuchungsmethoden nachzuvollziehen. Hierzu wurden unter seiner Leitung zahlreiche Studien erarbeitet, unter anderem zur Fichte und Weißtanne. Im Zuge der Debatte um das so genannte „Waldsterben“ untersuchte Hattemer zusammen mit seinen Mitarbeitern während der 1980er-Jahre auch die Auswirkungen von Immissionsbelastungen auf die genetischen Strukturen von Waldbäumen, vor allem der Rotbuche.
Mit den aus seinen Thesen abgeleiteten forstpolitischen und forstpraktischen Forderungen und seiner Kritik an den Vorgaben des Forstsaatgutgesetzes hat er eine Reihe von Fachdebatten ausgelöst. Als Ergebnis seiner jahrzehntelangen Untersuchungen verwies Hattemer beständig auf die genetische Variation und deren Bedeutung für Wald und Waldbäume. Diese werde durch eine Beschränkung auf nur einige wenige Herkünfte allzu sehr eingeschränkt, warnte er. Daher hat Hattemer sich stets für die Erhaltung forstlicher Genressourcen auf breiter Basis und die Genkonservierung ausgesprochen sowie die Bedeutung der Biodiversität betont. Mit Fritz Bergmann und später Martin Ziehe verfasste er Einführung in die Genetik für Studierende der Forstwissenschaft (1987, 2. Auflage 1993), ein Standard-Lehrbuch für den forstwissenschaftlichen Hochschulunterricht.
Neben zahlreichen internationalen Forschungsprojekten engagiert sich Hattemer auch in verschiedenen Fachgremien, so als Vorsitzender der IUFRO-Fachgruppe „Genetik“ und als Beiratsmitglied der Bundesforschungsanstalt für Forst- und Holzwirtschaft. 1980 war er Mitbegründer des wissenschaftlichen Arbeitsgremiums „Forum Genetik – Wald – Forstwirtschaft“, dem er seitdem angehört. Er ist Mitherausgeber der Fachzeitschriften Silvae Genetica (seit 1985) und Forest Genetics (seit 1994). Für diese sowie für andere Fachpublikationen verfasste er auch zahlreiche Beiträge. Zudem ist er Mitglied des  Redaktionsbeirats der Zeitschrift Dendrobiology.
Mittlerweile entpflichtet, forscht Prof. Dr. rer. nat. Hans H. Hattemer jedoch weiterhin in Göttingen mit dem Schwerpunkt auf der Genetik von Tropenbäumen. Er wohnt in Reinhausen.

## Schriften
- Die Reaktion und der osmotische Wert des Nadelzellsafts von Kiefern, Pinus silvestris L., verschiedener geographischer Herkunft im Zusammenhang mit deren Anfälligkeit gegen die Schütte Lophodermium pinastri, Schrad. Chev., Dissertationsschrift, Hamburg 1963 (unter diesem Titel als Mitteilungen der Bundesforschungsanstalt für Forst- und Holzwirtschaft, Reinbek (Band 56) auch im Druck erschienen, Hamburg 1964)
- Versuche zur geographischen Variation bei der japanischen Lärche, Habilitationsschrift, Göttingen 1968
- zusammen mit Enar Andersson: Variation among clones and ortet-ramet relationship in grafted Scots pine (Pinus sylvestris L.) = Variationen mellan kloner och sambandet ursprungsträd, klon för olika egenskaper hos tall,  Studia forestalia Suecica 148, Uppsala 1978
- zusammen mit Enar Andersson und C. O. Tamm: Effects of spacing and fertilization on four grafted clones of Scots pine = Inverkan av förband och gödsling på utvecklingen av tallympar av fyra olika kloner,  Studia forestalia Suecica 141 ISSN 0039-3150/ ISBN 91-38-03734-3
- zusammen mit Fritz Bergmann: Einführung in die Genetik für Studierende der Forstwissenschaft, Frankfurt am Main 1987 (2., neubearbeitete und erweiterte Auflage zusammen mit Fritz Bergmann und Martin Ziehe, Frankfurt am Main 1993, ISBN 3-7939-0820-8)
- als Herausgeber: Untersuchungen über Wirkungen von Immissionsbelastungen auf die genetischen Strukturen von Buchenpopulationen <Fagus sylvatica L.>. Abschlußbericht etc., Umweltforschungsplan des Bundesministers für Umwelt, Naturschutz und Reaktorsicherheit. Waldschäden, Luftverunreinigungen, Göttingen und Berlin 1989
- als Herausgeber: Erhaltung forstlicher Genressourcen, Schriften aus der Forstlichen Fakultät der Universität Göttingen und der Niedersächsischen Forstlichen Versuchsanstalt (Band 98), Frankfurt am Main 1990, ISBN 3-7939-5098-0
- als Herausgeber zusammen mit Zin-Suh Kim: Conservation and manipulation of genetic resources in forestry. Proceedings of the First Joint Korean-German Symposium on Forest Genetics, Inchon Memorial Hall, Korea University, Seoul, September 10-11, 1991, Seoul 1994, ISBN 89-7093-020-5
- als Mitverfasser: Biodiversität und nachhaltige Forstwirtschaft, Landsberg 1996, ISBN 3-609-69360-6
- als Mitverfasser: Vom genetischen Fingerabdruck zum gesicherten Vermehrungsgut. Untersuchungen zur Erhaltung und nachhaltigen Nutzung forstlicher Genressourcen in Rheinland-Pfalz, Mitteilungen aus der Forstlichen Versuchsanstalt Rheinland-Pfalz (Nr. 49), Trippstadt 2002, ISSN 1610-7705
- als Mitverfasser: Zwei Jahrzehnte Genressourcen-Forschung in Rheinland-Pfalz. Umsetzung des Konzepts zur Erhaltung und nachhaltigen Nutzung forstlicher Genressourcen am Beispiel des Bundeslandes Rheinland-Pfalz. Tagungsbericht zum Internationalen Fachkolloquium mit Exkursion am 28./29. Oktober 2003 auf dem Hambacher Schloss bei Neustadt an der Weinstraße, Mitteilungen aus der Forschungsanstalt für Waldökologie und Forstwirtschaft Rheinland-Pfalz (Nr. 52), Trippstadt 2004, ISSN 1610-7705
- zusammen mit Reiner Finkeldey: Tropical forest genetics, Tropical Forestry, Berlin, Heidelberg u. a. 2007, ISBN 3-540-37396-9